# Amphicnemis bicolor
Amphicnemis bicolor är en trollsländeart som först beskrevs av Martin 1898.  Amphicnemis bicolor ingår i släktet Amphicnemis och familjen dammflicksländor. IUCN kategoriserar arten globalt som otillräckligt studerad. Inga underarter finns listade i Catalogue of Life.